# In Memoriam A. H. H.

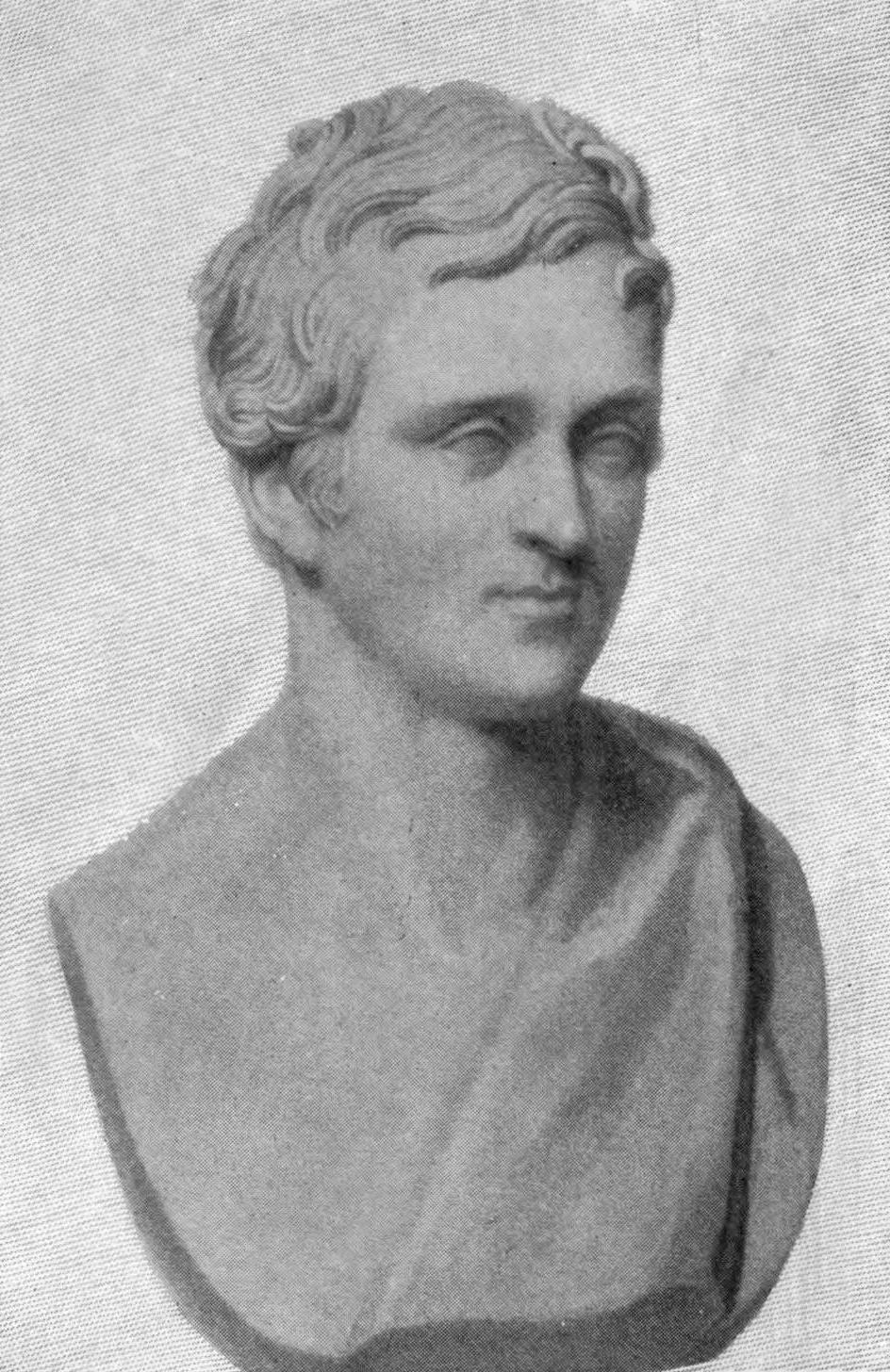
Popiersie Arthura Henry'ego Hallama autorstwa Francisa Leggatta Chantreya

In memoriam A. H. H. – cykl wierszy angielskiego poety epoki wiktoriańskiej Alfreda Tennysona, poświęcony jego przyjacielowi Arthurowi Henry'emu Hallamowi. Składające się na cykl utwory powstawały w latach 1833-1850. In Memoriam zawiera prolog, 131 wierszy i epilog. Całość została opublikowana anonimowo w 1850. Elegijny charakter utworu stanowi tło dla pokazania usiłowania pogodzenia wiary chrześcijańskiej z ówczesnymi osiągnięciami nauki i techniki. Cykl napisany jest przy użyciu strofy czterowersowej rymowanej abba, nazywanej odtąd zwrotką "In Memoriam".